# Château de Romont
Le château de Romont est un château situé sur la commune de Romont, dans le Canton de Fribourg en Suisse. Il abrite la préfecture du district de la Glâne depuis 1848. Le Musée suisse du vitrail, devenu Vitromusée, y est installé depuis 1981, ainsi que le Centre suisse de recherche et d’information sur le vitrail.

## Histoire
Pierre de Savoie semble être à l'origine de la construction d'un château sur la colline dont il a obtenu des droits en 1239 auprès d'Anselme (ou Nantelme) de la famille de Billens,,. La première mention d'un châtelain installé par ce seigneur date de l'année suivante.
Pierre fait construire un grand donjon qui est complété et aménagé jusqu'à probablement 1260, notamment par son ingénieur, d'origine savoyarde, Pierre Meynier « custos operum domini »,.
L'édifice s'effondre en partie en 1579 puis reconstruit à la fin du siècle.
Au XVIe siècle, les baillis fribourgeois construisent un nouveau bâtiment de deux étages orné de nombreuses fenêtres gothiques. On y trouve aujourd'hui la préfecture.
Le château est inscrit comme bien culturel suisse d'importance nationale.

## Description
Le château appartient à l'ensemble des châteaux ayant une forme régulière géométrique dit « carré savoyard ». Le château de Romont est considéré comme le premier de cette forme dans la région. Un article de l'Annuaire d'archéologie suisse nuance cependant cette acceptation : « Le château de Romont supplanterait donc celui dYverdon-les-Bains comme modèle du carré savoyard ; cependant l'état de conservation de l'édifice ne permet pas de savoir quel était précisément son plan initial, d'autant plus que la tour de l'angle nord-est n'est mentionné qu'à partir de 1434-35 ».
Le donjon mesure environ 40 mètre de haut. A sa base se trouve un puits tout aussi profond, de 2 mètres de diamètre et dont le niveau d'eau est de 11 mètres. Juste à côté, une grande roue de 4,5 mètres de diamètre, datant du XVIIIe siècle, servait à en puiser la ressource. Le sobriquet des Remontois, les "écureuils", tirerait son origine des hommes qui l'actionnaient, tels des rongeurs.